# Те бяха големи, те бяха тъжни, те бяха красиви
„Те бяха големи, те бяха тъжни, те бяха красиви“ (на английски: They Were Big, They Were Blue, They Were Beautiful) е австралийски телевизионен филм от 1959 година, създаден от телевизия Ей Ти Ен 7.

## Сюжет
Историята във филма се развива в Сидни. Двама мъже, току-що излезли от затвора неволно се замесват в отвличане на бебе.